# Pij mleko! Będziesz wielki
Pij mleko! Będziesz wielki – jedna z najbardziej rozpoznawalnych i najdłużej trwających polskich kampanii społecznych. Kampania prowadzona była cyklicznie w latach 2003–2011 na zlecenie Międzynarodowego Stowarzyszenia Reklamy IAA w Polsce, w ramach programu „Marketing dla Przyszłości” (akcję poprzedził program pilotażowy, prowadzony we wrześniu i październiku 2002 na Górnym Śląsku). Za kreację i realizację działań komunikacyjnych odpowiadała agencja reklamowa Communication Unlimited. Autorem hasła jest Jarek Kaniewski.

## Problematyka projektu
Punktem wyjścia dla kampanii społecznej „Pij Mleko! Będziesz wielki” były wyniki badań Instytutu Żywności i Żywienia z 2002 roku. Według nich, w 2002 roku ryzyko wystąpienia osteoporozy zagrażało 4 milionom dorosłych Polaków, a na przestrzeni lat 90. spożycie mleka spadło aż o 20%. Z danych wynikało również, że polskie dzieci spożywały zaledwie połowę zalecanej dziennej normy wapnia niezbędnego do prawidłowej budowy kości. W odpowiedzi na powyższe problemy, Międzynarodowe Stowarzyszenie Reklamy IAA w Polsce, prowadzące projekt „Marketing dla Przyszłości” m.in. w obszarze promocji zdrowia, zdecydowało się na realizację edukacyjnej kampanii społecznej. Jako rozwiązanie problemu wybrano mleko ze względu na wysoką zawartość wapnia oraz powszechną dostępność produktu (dzięki temu do zaleceń kampanii mogły stosować się rodziny o zróżnicowanym statusie materialnym).

## Znane twarze w kampanii
Twórcy kampanii chcieli sprawić, aby mleko znów stało się modne. Dlatego do udziału w projekcie zaproszono znanych polskich sportowców, aktorów i piosenkarzy. Wśród gwiazd zaangażowanych w kampanię „Pij Mleko! Będziesz wielki” znaleźli się m.in.: Bogusław Linda, Kayah, Jagna Marczułajtis, Krzysztof Hołowczyc, Piotr Gruszka, Sebastian Świderski, Katarzyna Skowrońska-Dolata, Otylia Jędrzejczak, Paweł Korzeniowski, Marcin Gortat i Agnieszka Radwańska. Do działań promocyjnych zaangażowano również ikony młodzieżowej popkultury – Shreka oraz Supermana.

## Zasięg
Kampania społeczna „Pij Mleko! Będziesz wielki” tylko w latach 2003–2010 zdobyła ponad 200 partnerów medialnych. Spoty emitowano w większości stacji telewizyjnych oraz radiowych, zarówno publicznych, jak i prywatnych. Materiały wyświetlano także w kinach, gdzie obejrzało je 3 974 640 osób. W ramach kampanii w polskich miastach zawisło 4700 billboardów i 2350 citylightów, a na ulice wyjechało 630 autobusów oraz tramwajów, brandowanych wizerunkiem gwiazd.

## Efekty
Kampania „Pij Mleko! Będziesz wielki” należy do grona najbardziej rozpoznawanych polskich kampanii społecznych. Według badań Instytutu Millward Brown SMG/KRC 97% z 86% respondentów, którzy zauważyli akcje promujące mleko, pamięta hasło właśnie kampanii. Dodatkowo, badania z 2008 roku dowodzą, że kampania społeczna „Pij Mleko! Będziesz wielki” realnie przełożyła się na zmianę stosunku Polaków do mleka i produktów mlecznych – w 2008 roku 78% ankietowanych rodziców i opiekunów stwierdziło, że ich dzieci zwróciły uwagę na kampanię „Pij Mleko! Będziesz Wielki”. Odsetek rodziców i opiekunów deklarujących, że zachęcają dzieci do picia mleka, w latach 2004–2007 wzrósł z 62% do 85%, a odsetek rodziców i opiekunów stwierdzających, że ich dzieci piją mleko chętniej niż przed rokiem, wzrósł z 36% do 54%. Koszt realizacji kampanii „Pij mleko! Będziesz wielki” do końca 2006 roku wynosił łącznie 1 100 000 złotych, podczas gdy estymowany koszt realizacji akcji o takich wynikach wyceniono na 25 316 000 złotych. Według badań Instytutu Millward Brown SMG/KRC z 2008 roku, rzeczywista znajomość hasła „Pij Mleko! Będziesz wielki” utrzymała się na poziomie 96%.

## Nagrody
W 2009 roku kampania „Pij Mleko! Będziesz wielki” została nominowana do prestiżowej nagrody reklamowej Effie Awards w kategorii Long Term. W 2008 roku kampania zajęła trzecie miejsce w plebiscycie internautów Fundacji Komunikacji Społecznej na najlepszą kampanię społeczną roku. Kampania „Pij Mleko! Będziesz wielki” w 2006 roku otrzymała również wyróżnienie ekspertów International Osteoporosis Foundation, jako przykład skutecznych działań dotyczących profilaktyki osteoporozy.